# First Alert
First Alert é uma marca da empresa de segurança estadounidense, com sede em Aurora, Illinois . Fabricam detectores de monóxido  de carbono, detectores de fumaça, de calor, extintores e outros produtos de segurança como lanternas e escadas de mão para evacuação de incêndios. Apoiam a segurança contra incêndios em colaboração com Safe Kids dos E.U.A e a Administração para os Incêndios de Estados Unidos, proporcionando alarmes de fumo a um custo reduzido às famílias de baixos rendimentos nos Estados Unidos.

## História
- 1958-Empresa criada por BRK Electronics.[2][3]
- 1964-Fabricação do primeiro detector de fumaça a pilhas. Primeira bateria 1964-facto detector de fumaça
- 1974-Sears começa a venda do alarme de fumaça a pilhas "BRK SS74R"
- 1992-Vende-se a TH Lê & Associates
- 1998-Vende-se a Sunbeam Corporation
- 2002-Cria-se American Household, Inc., formado por Sunbeam Corporation
- 2005-Jarden Corporation (NYSE: JAH) compra American Household, Inc.
- 2006-BRK Brands/First Alert converte-se em parte de Jarden Branded Consumables.

## Prêmios
- 2009 Prêmio "Silver" de DIY, Jardim e Electrodomésticos da Indústria de Segurança e Precaução-Tundra [RU, Europa]
- 2008 Prêmio Chicago Innovation-Tundra
- 2007 Artigos Internacionais para o Lar Salão Internacional "Melhor da Mostra"- Tundra
- 2006 Ganhador do Prêmio Martelo Dourado, Nível Oro
- 2005 Ganhador do Prêmio Martelo Dourado, Nível Oro
- 2004 Ganhador do Prêmio Martelo Dourado, Nível Oro
- 2003 Ganhador do Prêmio Martelo Dourado, Nível Oro
- 2002 Ganhador do Prêmio SPARC
- 2001 Premeio Eleição do Editor de Mecânica Popular a SA302
- 2001 Boa Llevanza Doméstica (Good Housekeeping), Prêmio "boa compra" a SA302
- 1999 Prêmio CHAMPS por ganhar estratégia de mercática na categoria de consumidor
- 1999 Prêmio EFFIE da campanha "Este Seguro... Substitua", a campanha de publicidade mais efectiva na categoria de auxílios para a saúde
- 1997 Prêmio Pinnacle ao Estandarte para a Excelência

## Retiradas
A marca ONELINK de First Alert foi chamado a todos os modelos de antes do 3 de março de 2006 e todos os modelos com números de modelo "SA500" e "SCO500".